# 5. květen
5. květen je 125. den roku podle gregoriánského kalendáře (126. v přestupném roce). Do konce roku zbývá 240 dní. Svátek má Klaudie.

## Události

### Česko

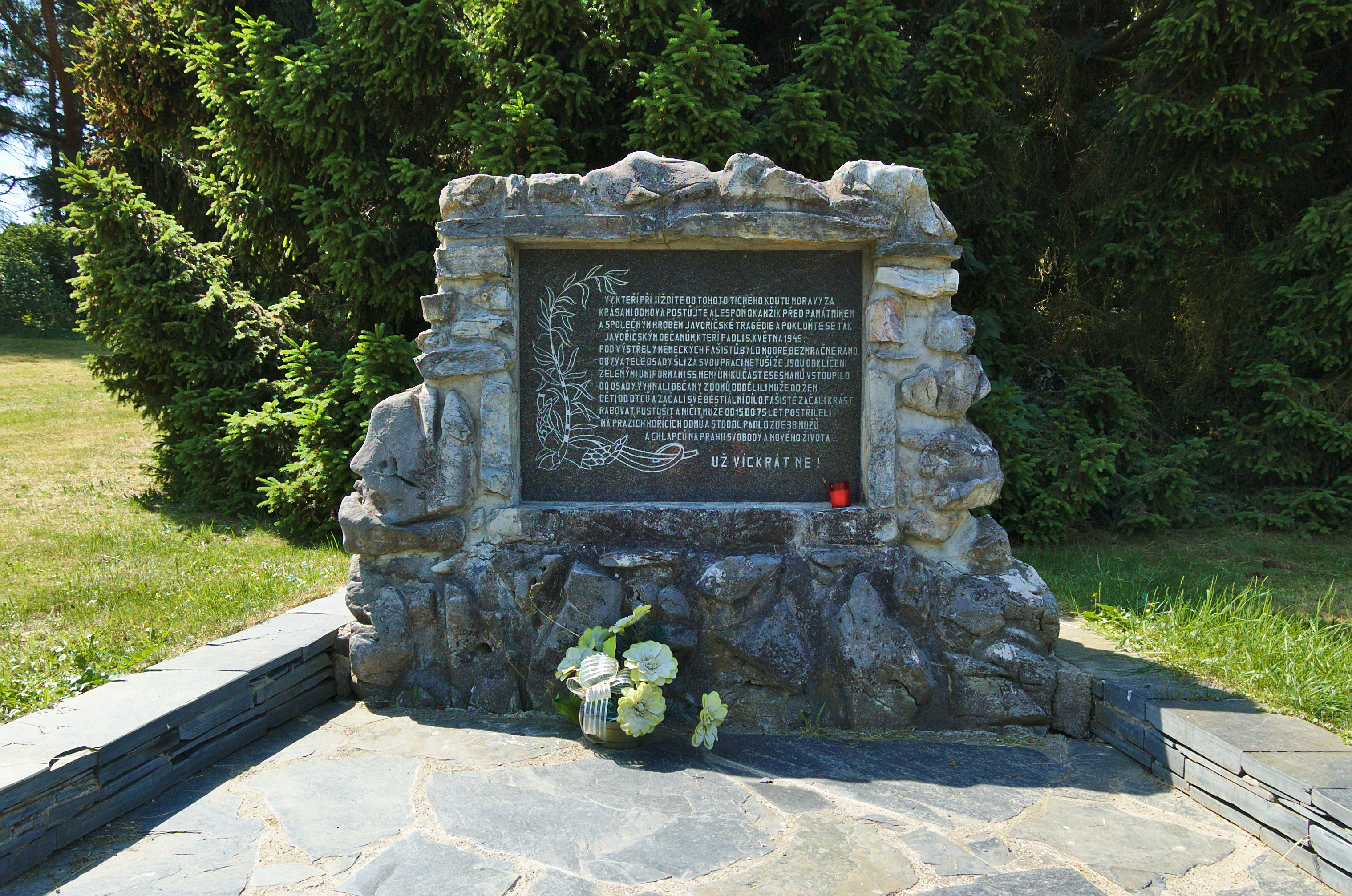
Památník 38 civilistů zavražděných Němci 5. května 1945 v moravské obci Javoříčko

- 1394 – Vznikla Panská jednota zaměřená proti vládě Václava IV.
- 1434 – Husitské války: Radikální husité utrpěli dva zdrcující neúspěchy: jednak Staré Město pražské přešlo na stranu umírněných, jednak Přibík z Klenové podruhé prolomil se zásobovacím konvojem obležení katolické Plzně, čímž je definitivně zmařil.
- 1945 – Druhá světová válka:
  - Vypuklo Květnové povstání českého lidu proti německé okupaci. Začalo bojem o budovu rozhlasu na dnešní Vinohradské třídě. Pražané vtrhli do ulic, odzbrojovali Němce a ničili německé nápisy.
  - Nacisté vyhladili obec Javoříčko nedaleko Olomouce a zavraždili 38 jejích obyvatel. Z 34 domů se po vypálení zachovala jen škola, obytný dům, kaplička a stodola.
  - 1. československý armádní sbor spolu s vojáky Rudé armády a jednotkami 1. rumunské armády osvobodily Kroměříž.
  - 3. americká armáda generála George S. Pattona zahájila osvobozovací boje v západních a jižních Čechách.
  - Protektorátní ministr Emanuel Moravec odjel na schůzku s Karlem Hermannem Frankem, během cesty se zastřelil.
  - Ve večerních hodinách se objevily na okraji Prahy tanky T-34 průzkumné jednotky 600. pěší divize Ruské osvobozenecké armády (ROA) pod velením genmjr. Sergeje Kuzmiče Buňačenka, nazývané též Vlasovci.
- 1950
  - V ČSR byli ze svých funkcí odvoláni Gustáv Husák (předseda Sboru pověřenců) a Ladislav Novomeský (pověřenec pro školství).
  - Na hranici s Bavorskem byl příslušníky SNB postřelen legendární převaděč Kilián Nowotny.
- 1959 – Ve Kbelích vzlétl historicky první československý proudový letoun: Aero L-29 Delfín.

### Svět
- 0553 – Začal Druhý konstantinopolský koncil – v pořadí 5. ekumenický koncil.
- 1215 – Rebelující baroni odmítli svou věrnost anglickému králi Janovi, což byla jedna z událostí, vedoucí k podpisu listiny práv Magna Carta.
- 1260 – Mongolský vojevůdce Kublaj-chán se stal Velkým chánem a převzal vládu nad celou Mongolskou říší.
- 1344 – Papež Klement VI. přenesl na pražské arcibiskupy právo korunovat české krále a královny.
- 1430 – Židé vyhnáni z města Špýru v Německu.
- 1494 – Kryštof Kolumbus na své druhé výpravě do Nového světa přistál na Jamajce a nárokoval ji pro španělskou korunu.
- 1640 – Anglický král Karel I. Stuart rozpustil tzv. Krátký parlament pouhé tři týdny poté, co začal zasedat.
- 1705 – Josef I. Habsburský se ujal vlády po smrti svého otce Leopolda I.
- 1762 – Byla uzavřena mírová smlouva mezi Ruskem a Pruskem.
- 1809
  - Mary Kies se stala první ženou, která získala patent v Americe, a to na techniku tkaní slámy s hedvábím a vláknem.
  - Švýcarský kanton Aargau udělil Židům občanství a většinu (ne všechna) s ním souvisejících práv.
- 1821 – Ve vyhnanství na ostrově Svatá Helena zemřel francouzský císař Napoleon Bonaparte.
- 1835 – Belgický král Leopold I. slavnostně otevřel železnici mezi Bruselem a Mechelenem, byla to první parostrojní železnice v kontinentální Evropě.
- 1862 – Bitva u Puebly, v níž mexická armáda porazila francouzské intervenční jednotky. Slaveno jako mexický národní svátek Cinco de Mayo.
- 1865 – V Ohiu byla spáchána první vlaková loupež v USA.
- 1891 – The Music Hall (nyní známá jako Carnegie Hall) byla slavnostně otevřena prvním veřejným koncertem, na kterém jako hostující dirigent účinkoval Petr Iljič Čajkovskij.
- 1912
  - Ve Stockholmu byly zahájeny V. Letní olympijské hry.
  - Stalin začal vydávat ruské komunistické noviny Pravda.
- 1920 – Polské jednotky okupují Kyjev.
- 1936 – Navzdory hospodářským sankcím Společnosti národů (předchůdce OSN) Mussoliniho Itálie dobyla hlavní město Etiopie Addis Abebu
- 1941 – Císař Haile Selassie I. se vrátil do Addis Abeby.
- 1944 – Mahátma Gándhí byl propuštěn z vězení.
- 1945 – Druhá světová válka:
  - Německé jednotky v Nizozemsku a Dánsku kapitulovaly.
  - Vojáci 41. průzkumné jednotky 11. obrněné divize americké armády osvobodili koncentrační tábor Mauthausen.
  - V Severním Tyrolsku proběhla bitva o zámek Itter – jediná bitva II. světové války, kdy americká armáda a Wehrmacht bojovaly společně proti jednotkám Waffen-SS.
  - Sovětský svaz vyzval velení americké armády, aby jejich vojska nepřekračovala smluvenou demarkační linii České Budějovice–Plzeň–Karlovy Vary, protože Rudá armáda připravuje osvobození Prahy.
  - Maršál Ivan Stěpanovič Koněv podepsal plán Pražské ofenzívy, která měla začít nazítří s předpokladem, že do Prahy vstoupí 13. května. Vojska 1. ukrajinského frontu však u Drážďan zahájila Pražskou ofenzívu ještě téhož dne.
- 1949 – V Londýně byla založena Rada Evropy se sídlem ve Štrasburku
- 1954 – Generál Alfredo Stroessner se státním převratem ujal moci v Paraguayi.
- 1955 – Spolková republika Německo (SRN) získala plnou suverenitu.
- 1961 – Alan Bartlett Shepard se stal prvním Američanem ve vesmíru. Vesmírný let v lodi Freedom 7 trval 15 minut, což byl méně než jeden úplný oblet Země.
- 1977 – Na pulty amerických obchodů se dostal první sériově vyráběný počítač (Apple II).
- 1979 – Vesmírná sonda Voyager 1 minula planetu Jupiter.
- 1996 – Na vídeňském Mistrovství světa v ledním hokeji po vítězství nad Kanadou získalo České hokejové mužstvo titul mistrů světa

## Narození

### Česko

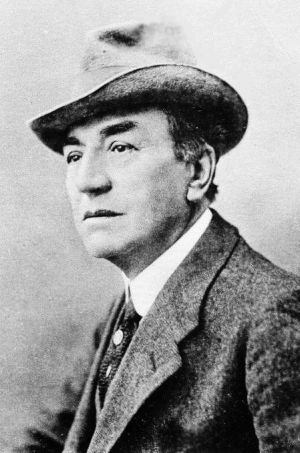
Eduard Vojan (* 1853)

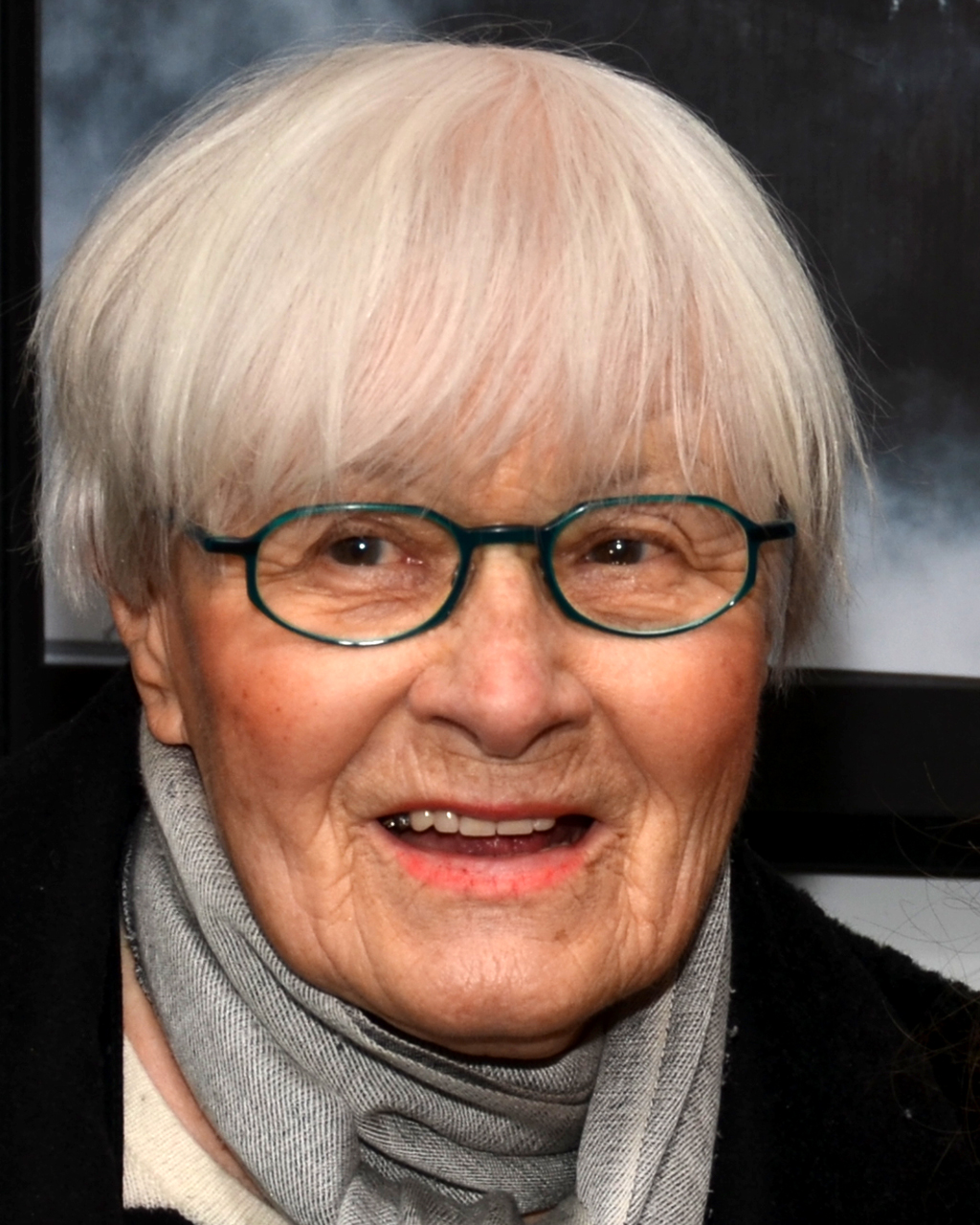
Eva Fuková (* 1927)

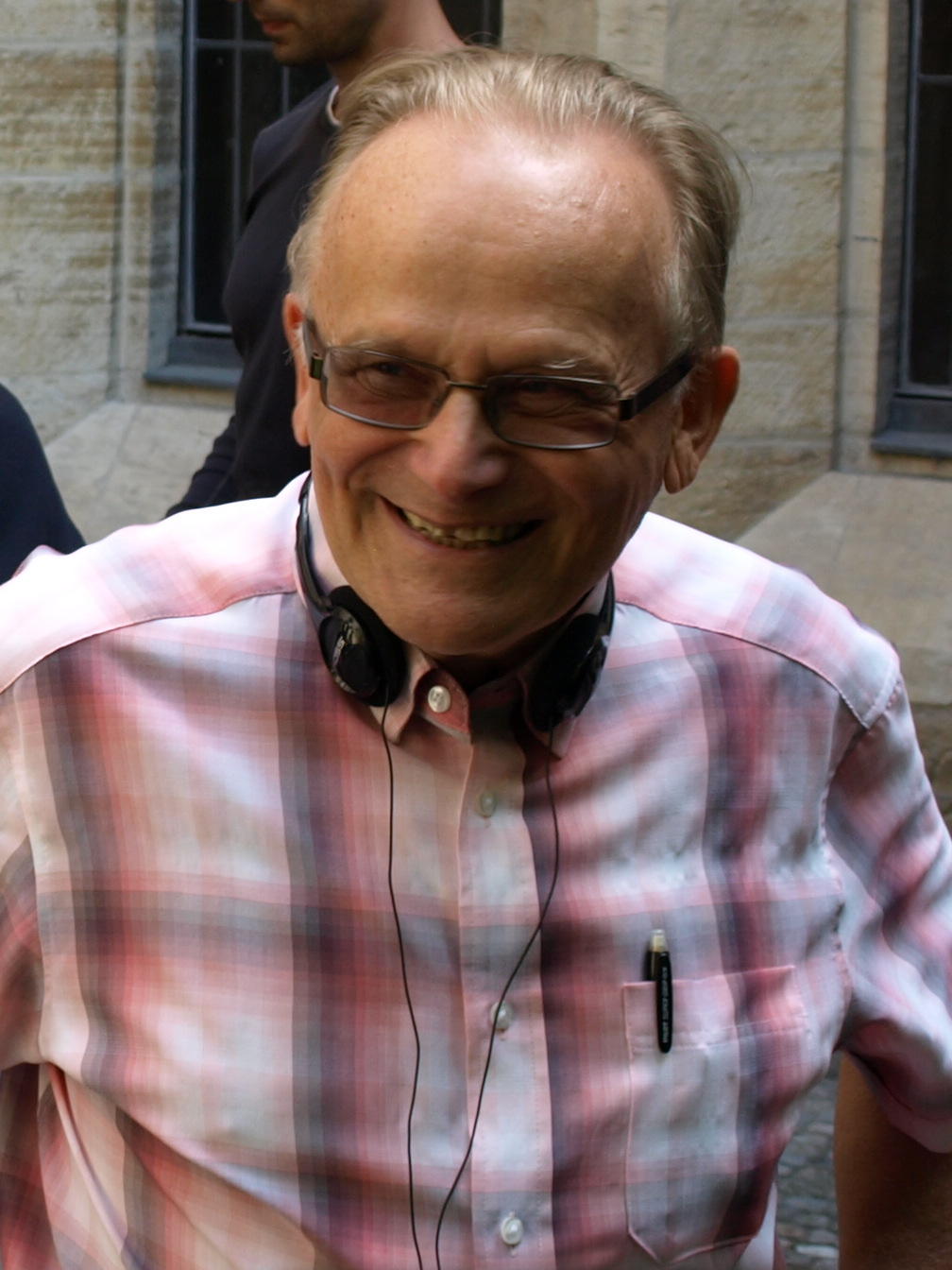
Jiří Svoboda (* 1945)

- 1809 – Matěj Havelka, právník, politik a básník († 19. června 1892)
- 1817 – Karl van der Strass, brněnský starosta († 29. května 1880)
- 1824 – Petr Bušek, český řezbář († 29. ledna 1894)
- 1832 – Ferdinand Lehmann, poslanec Českého zemského sněmu, starosta Verneřic († 15. února 1883)
- 1853 – Eduard Vojan, herec († 31. května 1920)
- 1858 – Michael Rustler, československý politik německé národnosti († ?)
- 1861 – Vít Grus, pardubický měšťan († 25. října 1945)
- 1866 – František Ehrmann, římskokatolický kněz a spisovatel († 11. února 1918)
- 1870 – Karl Kostka, československý politik německé národnosti († 23. července 1957)
- 1871 – Jan Janák, skladatel a sbormistr († 10. září 1942)
- 1873 – Vilém Pospíšil, první guvernér Národní banky československé († 27. listopadu 1942)
- 1878 – Karel Dunovský, čs. ministr pošt a telegrafů († 14. září 1960)
- 1880 – Josef Machoň, hudební skladatel († 2. září 1962)
- 1888 – Frank Wollman, dramatik, básník, literární vědec a historik († 9. května 1969)
- 1890 – Josefa Pechlátová, herečka († 29. září 1974)
- 1898 – Zdeněk Podlipný, český herec a režisér († 23. července 1946)
- 1899 – Josef Havlíček, architekt († 1961)
- 1891 – Radim Kettner, geolog († 9. dubna 1967)
- 1901 – Václav Řezáč, spisovatel († 22. června 1956)
- 1906 – Miroslav Novák, československý vojenský lékař († 7. ledna 1944)
- 1912
  - Vilém Bernard, předseda exilové sociální demokracie († 25. května 1992)
  - Zdeněk Andršt, bývalý hokejový hráč a trenér († 23. října 1985)
  - Ela Slavíková, automobilová závodnice († 5. srpna 2005)
- 1913 – Jiří Krupička, geolog a esejista († 24. dubna 2014)
- 1919 – Stanislav Sedláček, historik, proděkan Filosofické fakulty Univerzity Palackého v Olomouci († 21. července 2002)
- 1922 – Zdeněk Fiala, historik († 8. března 1975)
- 1923
  - Daisy Mrázková, spisovatelka a výtvarnice († 14. prosince 2016)
  - Karel Štorkán, spisovatel a scenárista († 12. dubna 2007)
- 1925 – Jindřich Polák, filmový režisér († 22. srpna 2003)
- 1927
  - Eva Fuková, americká fotografka českého původu († 25. listopadu 2015)
  - Karel Pátek, český fyzik († 25. listopadu 1967)
- 1931 – Adolf Sýkora, houslista a houslový pedagog
- 1932 – Stanislav Zindulka, herec († 14. března 2019)
- 1934 – Jiří Bouda, český grafik, malíř a ilustrátor († 23. srpna 2015)
- 1938 – Hana Talpová, česká herečka a zpěvačka
- 1941 – Jan Souček, malíř, grafik a ilustrátor († 3. května 2008)
- 1942 – Jiří Turek, český spisovatel a překladatel
- 1945
  - Vítězslav Hádl, český hudebník
  - Radomír Leszczynski, český grafik
  - Jiří Svoboda, režisér, scenárista a politik
  - Miroslav Langer, český klavírista a pedagog († 28. října 2010)
  - Blahoslav Hruška, český sumerolog, asyriolog a religionista († 26. června 2008)
- 1946 – Josef Pecinovský, český spisovatel science fiction a westernů
- 1947
  - Hana Fousková, výtvarnice, básnířka, spisovatelka († 10. listopadu 2015)
  - Petr Skala, výtvarník, filmový experimentátor
  - Vladimír Šlapeta, český historik architektury
  - Hana Tenglerová, česká a československá politička
- 1949
  - Josef Paleček, československý hokejista
  - Jan Vičar, český muzikolog, pedagog a skladatel
- 1950 – Miroslav Hauner, český fotograf
- 1952 – Josef Krososka, sochař a restaurátor
- 1954
  - Vladimír Birgus, fotograf, historik fotografie
  - Jaroslav Bureš, ministr spravedlnosti ČR
- 1955 – Jana Vlachová, česká houslistka
- 1957 – Petr Rudolf Manoušek, český zvonař
- 1959 – Jiří Syrovátka, spisovatel a výtvarník
- 1960 – Marek Vašut, herec
- 1975 – Elen Černá, moderátorka a modelka
- 1992
  - Jakub Jugas, fotbalista
  - Jakub Děkan, zpěvák

### Svět

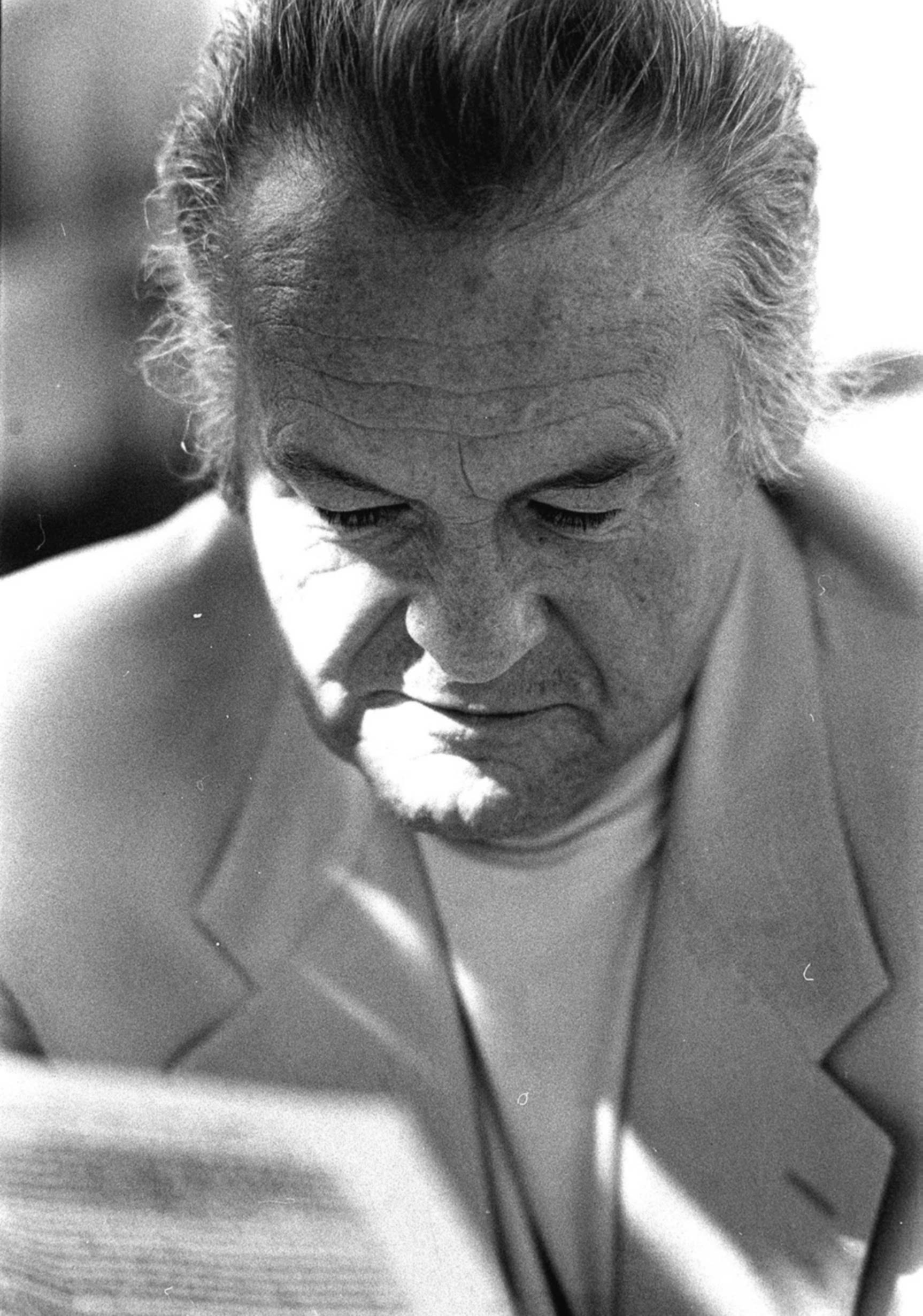
Jerzy Skolimowski (* 1938)

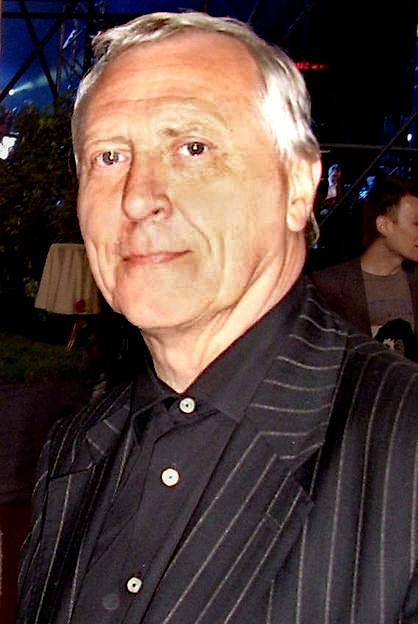
Peter Greenaway (* 1942)

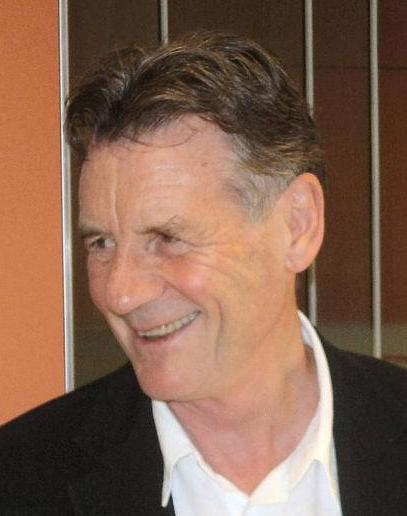
Michael Palin (* 1943)

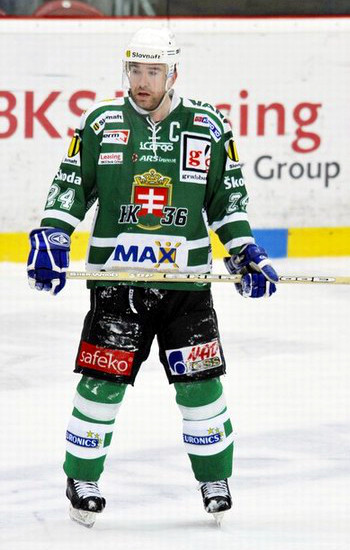
Žigmund Pálffy (* 1972)

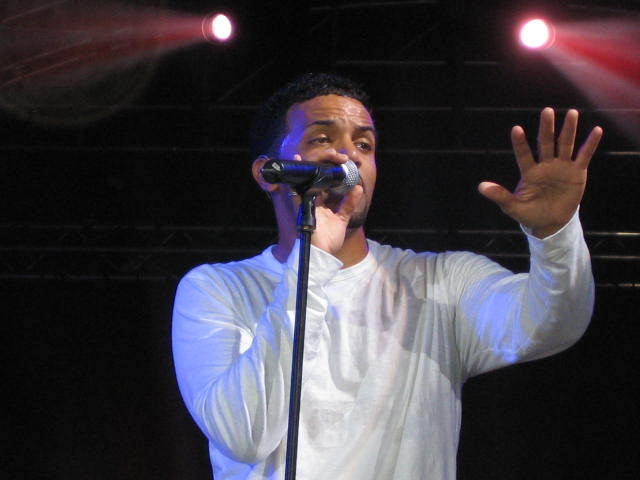
Craig David (* 1981)

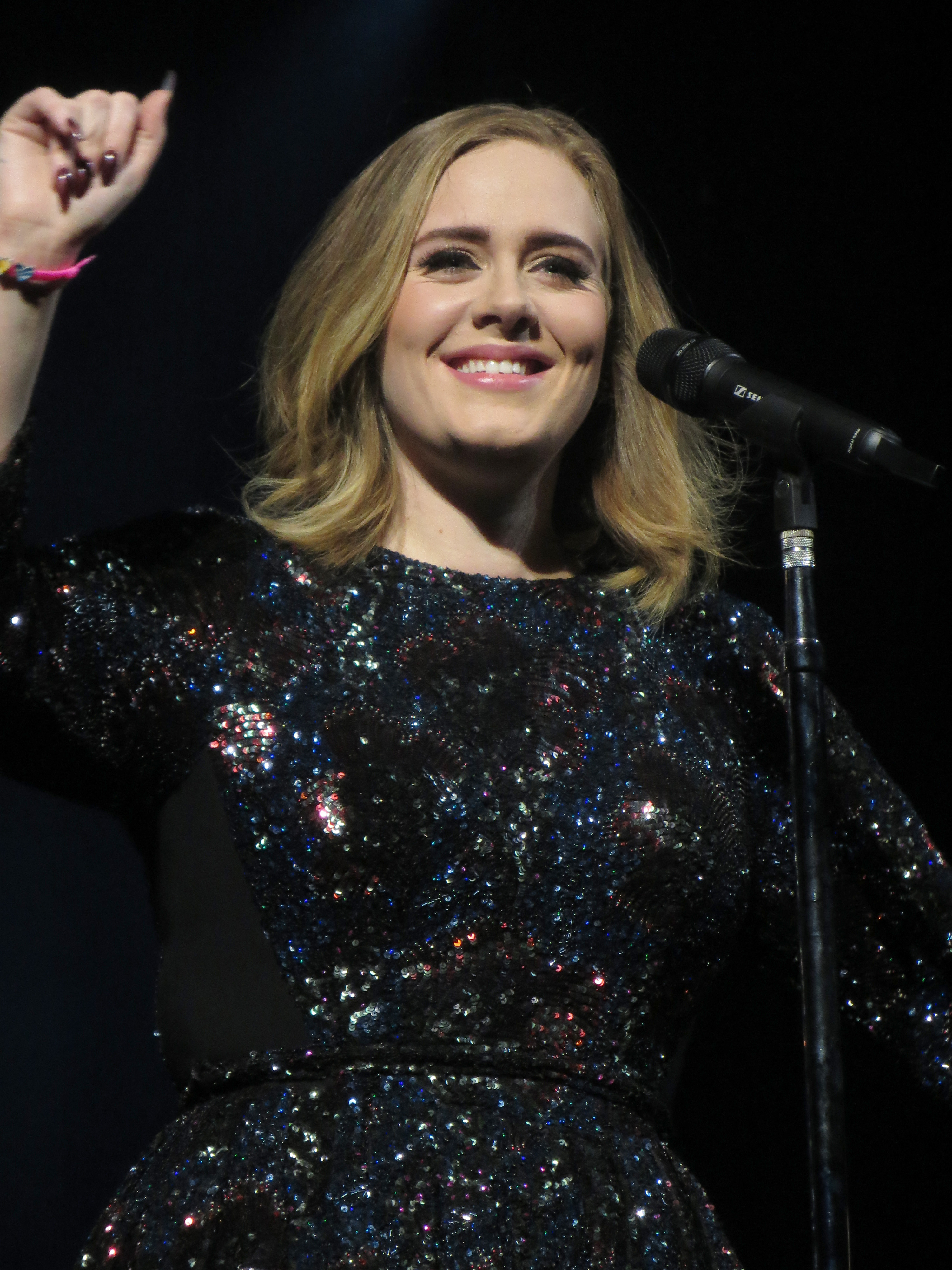
Adele (* 1988)

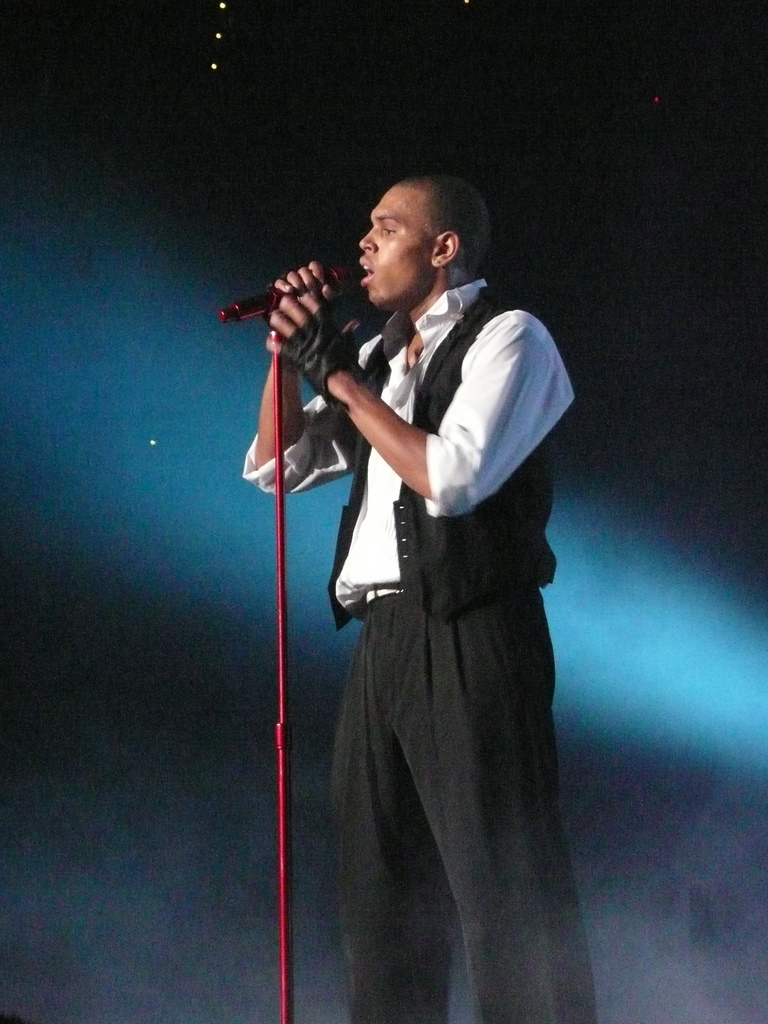
Chris Brown (* 1989)

- 1210 – Alfons III. Portugalský, král Portugalska a Algarves († 16. února 1279)
- 1282 – Juan Manuel, španělský šlechtic a spisovatel, infant kastilský († 13. června 1347)
- 1299 – Přeclav z Pohořelé, vratislavský biskup a kancléř Karla IV. († 5. dubna 1376)
- 1352 – Ruprecht III. Falcký, římský král, odpůrce českého krále Václava IV. († 18. května 1410)
- 1504 – Stanislaus Hosius, polský kardinál († 5. srpna 1579)
- 1560 – Motocugu Gotó, japonský samuraj († 2. června 1615)
- 1582 – Jan Fridrich Württemberský, vévoda württemberský († 18. července 1628)
- 1680 – Giuseppe Porsile, italský hudební skladatel († 29. května 1750)
- 1684 – Františka Šarlota d'Aubigné, vévodkyně z Noailles († 6. října 1739)
- 1712 – František Antonín Schrattenbach, moravský zemský hejtman († 22. května 1783)
- 1738 – Adolf Fridrich IV. Meklenbursko-Střelický, meklenbursko-střelický vévoda († 2. června 1794)
- 1746 – Jean-Nicolas Pache, francouzský revoluční politik († 18. listopadu 1823)
- 1747 – Leopold II., římský císař a český král († 1. března 1792)
- 1780 – Michele Tenore, italský botanik († 19. července 1861)
- 1785 – Thomas de Colmar, francouzský vynálezce a podnikatel († 12. března 1870)
- 1811 – John William Draper, americký přírodovědec a historik († 4. ledna 1882)
- 1813 – Søren Kierkegaard, dánský filosof, teolog a spisovatel († 11. listopadu 1855)
- 1818 – Karl Marx, německý politický filozof († 14. března 1883)
- 1819 – Stanisław Moniuszko, polský hudební skladatel († 4. června 1872)
- 1820 – Elkanah Billings, kanadský paleontolog († 14. června 1876)
- 1826 – Evženie z Montijo, manželka francouzského císaře Napoleona III. († 1920)
- 1828
  - Robert von Puttkamer, pruský politik († 15. března 1900)
  - Albert Marth, německý astronom († 1897)
- 1829 – J. L. C. Pompe van Meerdervoort, nizozemský lékař zakladatel nemocnice v Nagasaki († 7. října 1908)
- 1833 – Ferdinand von Richthofen, německý geograf, kartograf a cestovatel († 6. října 1905)
- 1846
  - Federico Chueca, španělský hudební skladatel († 20. července 1908)
  - Henryk Sienkiewicz, polský spisovatel, nositel Nobelovy ceny za literaturu z roku 1905 († 15. listopadu 1916)
- 1851 – Aleksander Michałowski, polský klavírista a skladatel († 17. října 1938)
- 1852
  - Friedrich von Hügel, rakouský teolog, náboženský myslitel a spisovatel († 27. ledna 1925)
  - Pietro Gasparri, italský kardinál († 18. listopadu 1934)
- 1854 – Nikolaj Slavjanov, ruský inženýr a vynálezce svařování elektrickým obloukem († 17. října 1897)
- 1858
  - Sarah Choate Sears, americká malířka a fotografka († 25. září 1935)
  - Bidar Kadınefendi, hlavní manželka a konkubína osmanského sultána Abdulhamida II. († 1. ledna 1918)
- 1861 – Karl Kaser, rakouský právník a fotograf († 19. června 1942)
- 1862 – Max Elskamp, belgický spisovatel († 10. prosince 1931)
- 1869 – Hans Pfitzner, německý skladatel, klavírista a dirigent († 22. května 1949)
- 1870 – Hatice Sultan, osmanská princezna a dcera sultána Murada V. († 13. března 1938)
- 1882 – Sylvia Pankhurstová, britská politička a sufražetka († 27. září 1960)
- 1883 – Archibald Wavell, britský polní maršál († 24. května 1950)
- 1884 – Carl Osburn, americký sportovní střelec, pětinásobný olympijský vítěz 1912–1920 († 28. prosince 1966)
- 1892 – Dorothy Garrod, britská archeoložka († 18. prosince 1968)
- 1898 – Blind Willie McTell, americký bluesový hudebník († 19. srpna 1959)
- 1900 – Charles Jewtraw, americký rychlobruslař, zlato na ZOH 1924 († 26. ledna 1996)
- 1904 – Alston Scott Householder, americký matematik a biolog († 4. července 1993)
- 1905 – Maria Caniglia, italská sopranistka († 16. dubna 1979)
- 1911 – Andor Lilienthal, maďarský šachový velmistr († 8. května 2010)
- 1915 – Alice Faye, americká herečka a zpěvačka († 9. května 1998)
- 1917 – Pío Leyva, kubánský skladatel, instrumentalista a zpěvák stylu guaracha († 22. března 2006)
- 1919 – Georgios Papadopulos, diktátor Řecka († 27. června 1999)
- 1920 – Glanmor Williams, velšský historik († 24. února 2005)
- 1921
  - Arthur Leonard Schawlow, americký fyzik, Nobelova cena za fyziku 1981 († 28. dubna 1999)
  - Del Martinová, americká feministka († 27. srpna 2008)
- 1927
  - Robert Spaemann, německý filosof († 10. prosince 2018)
  - Pat Carroll,  americká herečka a komička († 30. července 2022)
- 1930 – Leonid Ivanovič Abalkin, sovětský ekonom a politik (* 2. května 2011)
- 1933 – Manuel Guajiro Mirabal, kubánský trumpetista
- 1934 – Henri Konan Bédié, bývalý prezident Pobřeží slonoviny († 1. srpna 2023)
- 1935 – Kidd Jordan, americký saxofonista († 7. dubna 2023)
- 1937 – Tran Duc Luong, vietnamský prezident († 20. května 2025)
- 1938
  - Jerzy Skolimowski, polský režisér, scenárista, dramatik a herec
  - Adolf Scherer, slovenský fotbalista († 22. července 2023)
- 1940 – Lance Henriksen, americký herec, malíř a hrnčíř
- 1941 – Alexandr Ragulin, ruský hokejový obránce († 17. listopadu 2004)
- 1942
  - Marc Alaimo, americký herec
  - Peter Greenaway, britský filmový režisér
  - Tammy Wynette, americká zpěvačka a skladatelka († 6. dubna 1998)
- 1943
  - Michael Palin, britský komik, spisovatel a jeden z šesti členů komediální skupiny Monty Python.
  - Ignacio Ramonet, španělský spisovatel a novinář
- 1944
  - John Rhys-Davies, britský herec a pedagog velšského původu
  - Roger Rees, britsko-americký herec († 10. července 2015)
- 1945 – Margita Reiznerová, slovenská spisovatelka publikující v romštině
- 1946 – Bruno Ferrero, italský římskokatolický kněz a spisovatel
- 1948
  - Anna Bergmanová, švédská herečka
  - John Atcherley Dew, novozélandský kardinál
  - Robert Vano, slovenský fotograf
  - Bill Ward, britský bubeník
- 1950
  - Mary Hopkin, britská zpěvačka
  - Bronisław Kwiatkowski, náčelník operačního velení Polské armády († 10. dubna 2010)
- 1951 – Mária Maľcovská, slovenská publicistka, básnířka a spisovatelka († 25. září 2010)
- 1952
  - Stelios Mygiakis, řecký zápasník, olympijský vítěz
  - Alex Webb, americký novinářský fotograf
- 1954 – David Azulaj, izraelský politik († 30. října 2018)
- 1957
  - Peter Howitt, britský herec, scenárista a režisér
  - Richard E. Grant, britský herec
- 1960 – Douglas Wheelock, americký astronaut
- 1961 – Zuzana Martináková, slovenská politička
- 1963 – James LaBrie, kanadský zpěvák, člen skupiny Dream Theater
- 1964 – Heike Henkelová, německá atletka, skokanka do výšky
- 1966
  - Shawn Drover, kanadský bubeník, člen skupiny Megadeth
  - Tomáš Stúpala, slovenský fotbalista
  - Sergej Stanišev, bulharský politik
- 1968 – Gordon Bajnai, maďarský ekonom a politik
- 1970 – Svjatoslav Ševčuk, ukrajinský arcibiskup
- 1971
  - David Reilly, americký zpěvák, člen skupiny God Lives Underwater († 17. října 2005)
  - John Owen-Jones, velšský muzikálový herec a zpěvák
- 1972
  - Žigmund Pálffy, slovenský hokejista
  - Devin Townsend, kanadský hudebník, člen skupiny Strapping Young Lad
- 1973 – Johan Hedberg, švédsky hokejový brankář
- 1976 – Denny Landzaat, nizozemský fotbalista
- 1977 – Radovan Somík, slovenský hokejista
- 1978 – Santiago Cabrera, chilský herec
- 1980 – Josi Benajun, izraelský fotbalista
- 1981 – Craig David, anglický R&B zpěvák
- 1983 – Henry Cavill, britský herec
- 1985 – Emanuele Giaccherini, italský fotbalista
- 1987 – Jessie Cave, britská herečka
- 1988 – Adele, britská zpěvačka a textařka
- 1989 – Chris Brown, americký R&B zpěvák a tanečník
- 1991 – Raúl Jiménez, mexický fotbalista
- 1992 – Hannah Ferguson, americká modelka
- 1993 – Francine Niyonsabaová, burundská běžkyně na 800 metrů
- 1996
  - Anya Chalotra, britská herečka
  - Christopher Eubanks, americký tenista
  - Majar Šarífová, egyptská tenistka
- 1999 – Nathan Chen, americký krasobruslař
- 2003 – Carlos Alcaraz, španělský tenista

## Úmrtí

### Česko

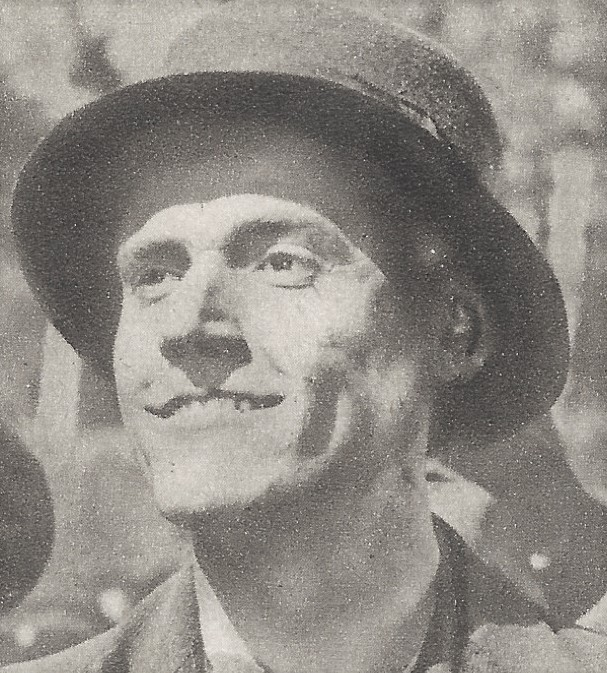
Josef Bek († 1995)

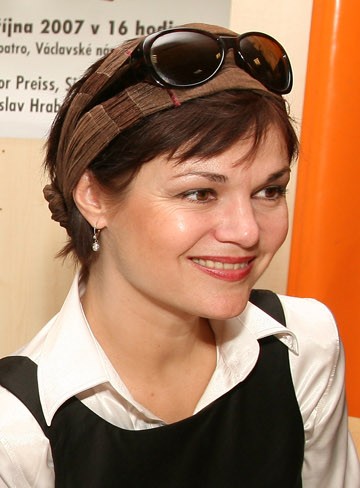
Simona Postlerová († 2024)

- 1776 – Jan Ondřej Kayser z Kaysernu, katolický biskup (* 29. listopadu 1716)
- 1852 – František Xaver Chotek, hudební skladatel (* 22. října 1800)
- 1885 – František Šimáček, novinář a nakladatel (* 2. prosince 1834)
- 1892
  - František Daneš, kněz, pedagog a politik (* 13. července 1807)
  - Jan Nepomuk Škroup, český hudební skladatel (* 15. září 1811)
- 1916 – Stanislav Sucharda, sochař (* 12. listopadu 1866)
- 1929 – Josef Mašek, československý politik (* 3. července 1854)
- 1942 – František Kleiner, čs. legionář, kladenský profesor a starosta sokola (* 7. prosince 1886)
- 1945
  - Emanuel Moravec, důstojník a politik, představitel kolaborace s nacisty (* 1893)
  - Emil Pavel Lány, český šlechtic, právník a historik (* 6. července 1879)
- 1948 – Karel Scheinpflug, český novinář a spisovatel (* 28. prosince 1869)
- 1952 – Kateřina Thomová, zakladatelka žambereckého muzea (* 4. února 1861)
- 1963 – Jindřich Baumruk, český fotbalista a hokejista (* 23. září 1881)
- 1966 – Josef Fojtík, sochař a pedagog (* 9. srpna 1890)
- 1969 – Oldřich Stefan, architekt (* 4. prosince 1900)
- 1974 – František Roubík, český historik (* 31. července 1890)
- 1981 – Jiří Křižák, československý fotbalový reprezentant (* 22. května 1924)
- 1983 – Josef Čapek, československý fotbalový reprezentant (* 1. srpna 1902)
- 1990 – Jaroslav Raimund Vávra, spisovatel a cestovatel (* 8. března 1902)
- 1995
  - Jan Kozák, spisovatel (* 25. března 1921)
  - Josef Bek, herec a zpěvák (* 21. prosince 1918)
- 1997 – Jaroslav Mařík, esperantista (* 22. prosince 1913)
- 1999 – Miloš Vacík, básník a publicista (* 21. června 1922)
- 2000
  - Jan Firbas, jazykovědec, anglista (* 25. března 1921)
  - Miroslav Novák, patriarcha Církve československé (* 26. října 1907)
- 2002
  - František Vodsloň, politik (* 16. března 1906)
  - Čestmír Vycpálek, československý fotbalista a trenér (* 15. května 1921)
- 2004 – František Sláma, violoncellista (* 19. listopadu 1923)
- 2006 – Štěpán Lucký, hudební skladatel a pedagog (* 20. ledna 1919)
- 2021
  - Jaroslav Mareš, cestovatel, spisovatel a zoolog (* 28. prosince 1937)
  - Jaroslav Vaculík, historik a vysokoškolský pedagog (* 27. února 1947)
- 2022 – František Plass, fotbalista a trenér, československý reprezentant (* 18. dubna 1944)
- 2024 – Simona Postlerová, filmová a divadelní herečka a dabérka (* 9. listopadu 1964)

### Svět

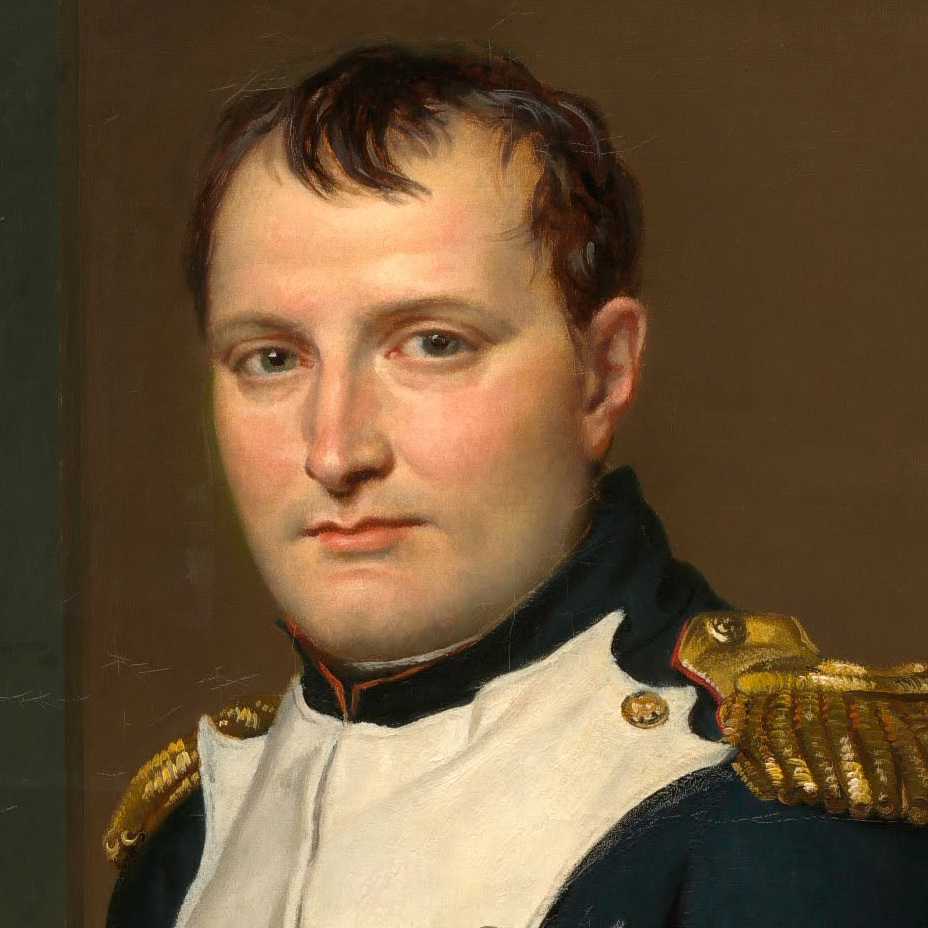
Napoleon Bonaparte († 1821)

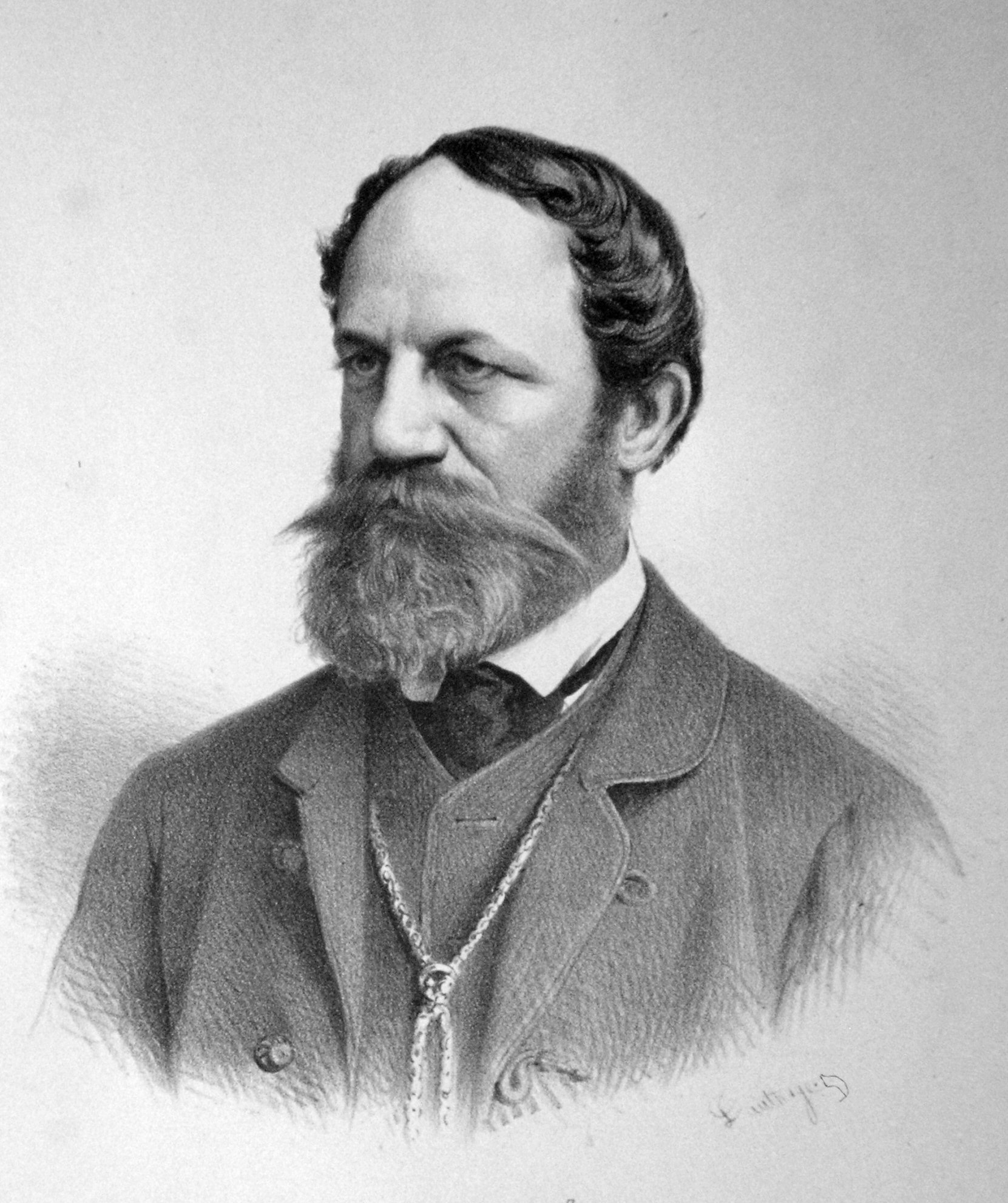
Mór Jókai († 1904)

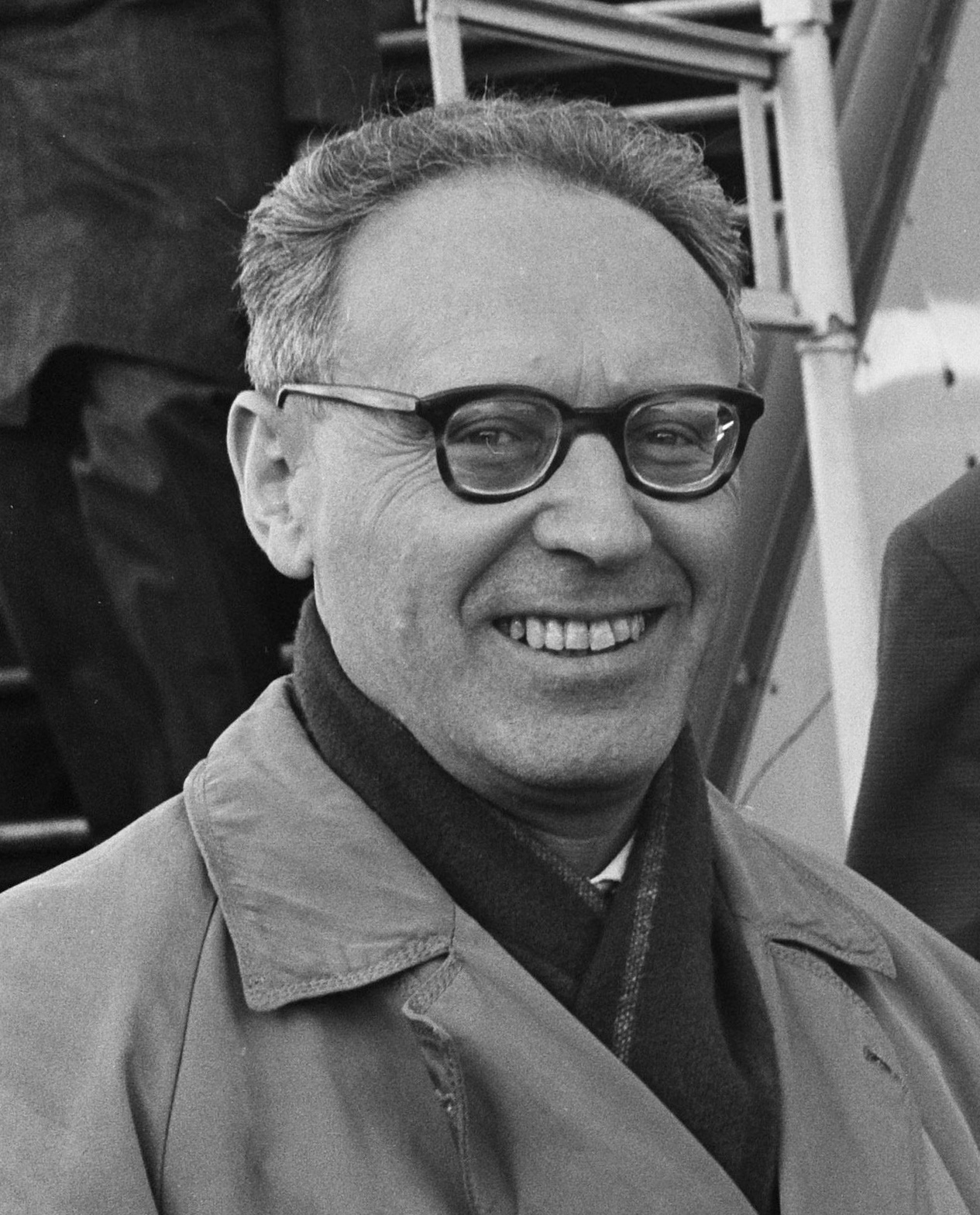
Michail Botvinnik († 1995)

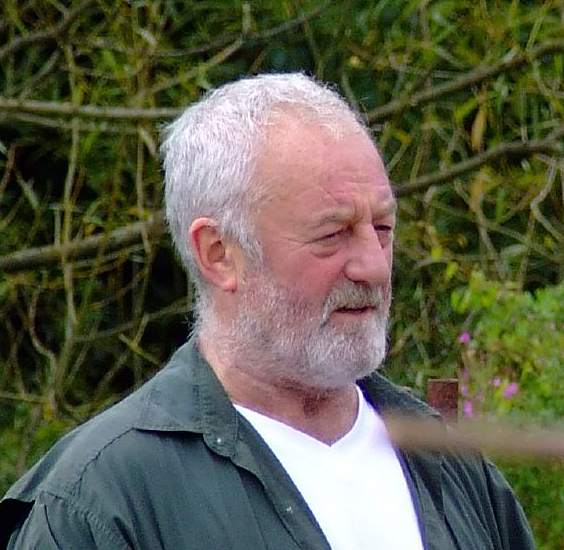
Bernard Hill († 2024)

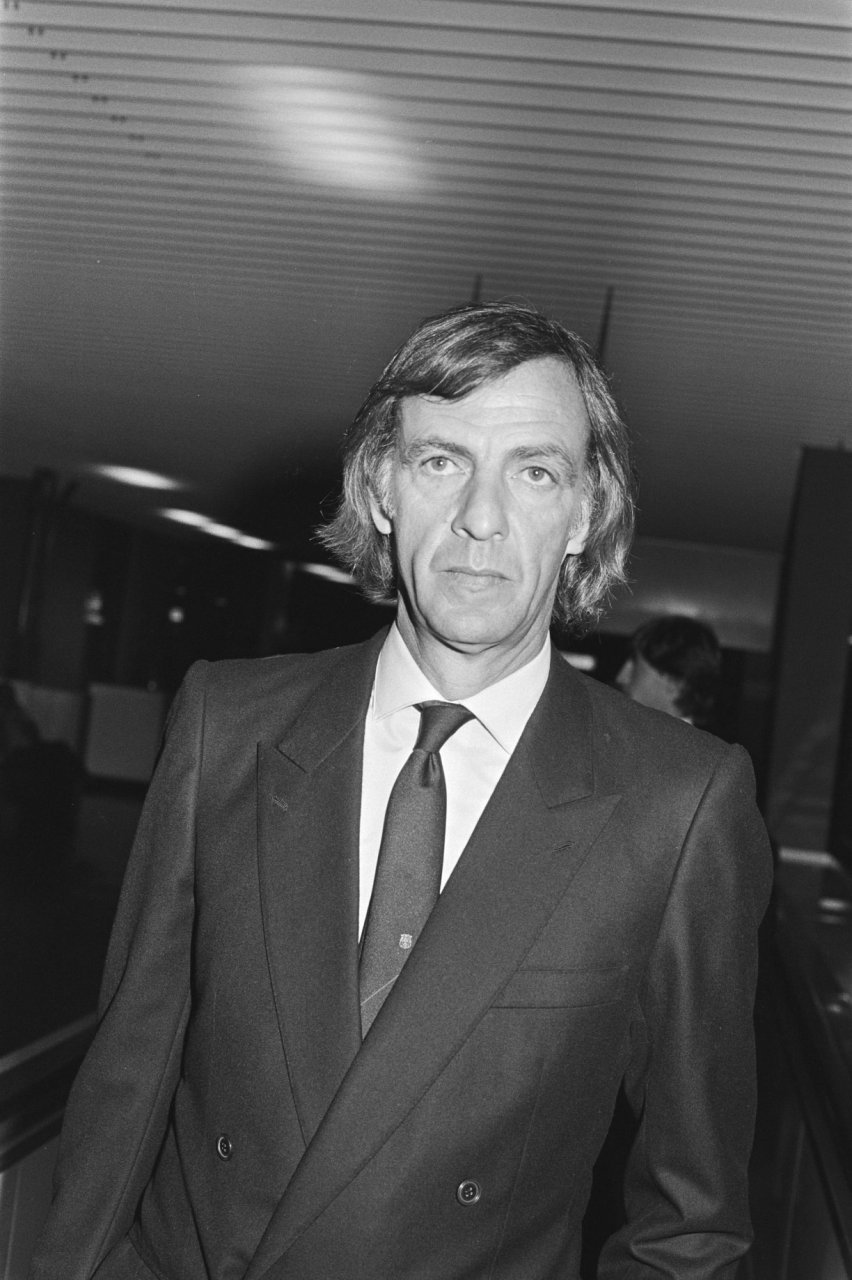
César Luis Menotti († 2024)

- 0969 – Gerberga Saská, západofranská královna jako manželka Ludvíka IV. (* 913)
- 1038 – sv. Gothard, biskup z Hildesheimu (* 960)
- 1194 – Kazimír II. Spravedlivý, polský kníže (* 1138)
- 1225 – Angel Jeruzalémský, palestinský katolický kněz, mučedník a světec (* 2. března 1185)
- 1316 – Alžběta Anglická, nejmladší dcera anglického krále Eduarda I. (* 7. srpna 1282)
- 1577 – Viglius van Zuichem, nizozemský státník (* 19. října 1507)
- 1661 – Karel Stuart, vévoda z Cambridge, syn anglického krále Jakuba II. Stuarta (* 22. října 1660)
- 1705 – Leopold I., český a uherský král a císař římskoněmecký (* 9. června 1640)
- 1712 – Malachiáš Welcker, převor oseckého kláštera a kronikář (* 1644)
- 1759 – Řehoř Theny, tyrolský sochař a řezbář (* 12. března 1695)
- 1804 – Antonio José Cavanilles, španělský botanik (* 16. ledna 1745)
- 1821 – Napoleon Bonaparte, francouzský císař (* 15. srpna 1769)
- 1827 – Fridrich August I. Saský, první saský král 1806–1827 (* 23. prosince 1750)
- 1837 – Niccolò Antonio Zingarelli, italský hudební skladatel (* 4. dubna 1752)
- 1859 – Peter Gustav Lejeune Dirichlet, německý matematik (* 1805)
- 1874 – Charles Gleyre, švýcarský malíř (* 2. května 1806)
- 1883 – Eva Gonzalèsová, francouzská malířka (* 19. dubna 1847)
- 1886 – Joseph Albert, německý fotograf a vynálezce (* 5. března 1825)
- 1895 – Carl Vogt, německý přírodovědec, politik (* 5. července 1817)
- 1900 – Ivan Ajvazovskij, ruský malíř (* 1817)
- 1904 – Mór Jókai, maďarský spisovatel (* 18. února 1825)
- 1912 – Émile Decombes, francouzský klavírista a hudební pedagog (* 9. srpna 1829)
- 1918 – Niko Pirosmani, gruzínský malíř (* 1862)
- 1921 – Alfred Hermann Fried, rakouský spisovatel a pacifista, nositel Nobelovy ceny míru (* 1864)
- 1926 – Franz von Soxhlet, německý zemědělský chemik (* 13. ledna 1848)
- 1927 – Adolf Miethe, německý vynálezce v oblasti fotografické techniky (* 25. dubna 1862)
- 1944 – Bertha Benzová, manželka Karla Benze, průkopnice automobilismu (* 3. května 1849)
- 1945 – Werner Ostendorff, nacistický generál (* 15. srpna 1903)
- 1954 – Henri Laurens, francouzský sochař, grafik a ilustrátor (* 18. února 1885)
- 1956 – Miklós Nyiszli, maďarský a rumunský lékař a spisovatel (* 17. června 1901)
- 1959 – Carlos Saavedra Lamas, argentinský politik, nositel Nobelovy ceny míru (* 1. listopadu 1878)
- 1969 – Baba Yara, ghanský fotbalista (* 12. října 1936)
- 1971 – Violet Jessop, britská stevardka, přežila ztroskotání tří lodí (* 2. října 1887)
- 1972 – Reverend Gary Davis, americký bluesový zpěvák, kytarista a skladatel (* 30. dubna 1896)
- 1977
  - Hans Sutermeister, švýcarský, německy píšící spisovatel (* 29. září 1907)
  - Ludwig Erhard, německý politik a kancléř (* 4. února 1897)
  - Rudolf Eisler, rakouský architekt (* 8. května 1881)
- 1980 – Isabel Briggsová Myersová, spolutvůrkyně soupisu osobnostních typů (MBTI) (* 18. října 1897)
- 1982 – Cal Tjader, americký hudebník (* 16. července 1925)
- 1984 – Kurt Martti Wallenius, finský generál, politik a spisovatel (* 25. července 1893)
- 1993 – Irving Howe, americký literární kritik, historik a levicový politický aktivista (* 11. června 1920)
- 1995 – Michail Botvinnik, ruský šachový velmistr (* 17. srpna 1911)
- 1996
  - Donald T. Campbell, americký psycholog (* 20. listopadu 1916)
  - Aj Čching, čínský básník (* 16. prosince 1910)
- 1997
  - David E. Scherman, americký fotograf (* 1916)
  - John Carew Eccles, australský neurofyziolog (* 27. ledna 1903)
- 1998 – Uuras Saarnivaara, finský luterský teolog (* 17. února 1908)
- 2000 – Gino Bartali, italský profesionální cyklista (* 18. července 1914)
- 2001 – Chantal Chaudé de Silans, francouzská šachistka (* 9. března 1919)
- 2007 – Marián Zednikovič, slovenský herec (* 1951)
- 2010 – Umaru Musa Yar'Adua, nigerijský prezident (* 1951)
- 2012
  - Jela Lukešová, slovenská herečka (* 1. května 1930)
  - Aatos Erkko, finský novinář a nakladatel (* 16. září 1932)
- 2013 – Leif Preus, norský fotograf (* 18. února 1928)
- 2015 – Craig Gruber, americký kytarista (* 22. června 1951)
- 2021 – George Jung, americký pašerák a dealer drog (* 6. srpna 1942)
- 2023
  - Samuel Thornton Durrance, americký astronaut (* 17. září 1943)
  - Philippe Sollers, francouzský romanopisec a režisér (* 27. listopadu 1936)
- 2024
  - César Luis Menotti, argentinský fotbalista a trenér (* 5. listopadu 1938)
  - Bernard Hill, anglický herec (* 17. prosince 1944)
  - Alexander Reichenberg, švédsko-norský lední hokejista (* 13. června 1992)

## Svátky

### Česko
- Významný den: Květnové povstání českého lidu
- Klaudie
- Liboslav, Luboslav
- Gothard
- Socialistický kalendář
  - Květnové povstání českého lidu
  - Karel Marx (* 1818)

### Svět
- Den Evropy (výročí založení Rady Evropy v roce 1949)
- Den boje za rovná práva handicapovaných
- Mezinárodní den porodních asistentek
- Světový den hygieny rukou
- Světový den plicní hypertenze
- UNESCO: Den portugalštiny
- Slovensko: Lesana
- Dánsko: Den osvobození (1945)
- Nizozemsko: Den osvobození (1945)
- Etiopie: Den osvobození (1941)
- Japonsko: Tango-no-sekku (Den dětí)
- Jižní Korea: Den dětí
- Kyrgyzstán: Den ústavy
- Mexiko, Spojené státy americké, Španělsko: Cinco de Mayo (1862)
- Thajsko: Den korunovace

### Liturgický kalendář
- Gothard z Hildesheimu
- Sv. Judita

| 5. květen v pražském KlementinuÚdaje jsou platné k 29. 4. 2025. | 5. květen v pražském KlementinuÚdaje jsou platné k 29. 4. 2025. | 5. květen v pražském KlementinuÚdaje jsou platné k 29. 4. 2025. |
| minimum                                                         | denní průměr                                                    | maximum                                                         |
| --------------------------------------------------------------- | --------------------------------------------------------------- | --------------------------------------------------------------- |
| −0,5 °C (1864)                                                  | 14,3 °C (od 1961)                                               | 28,4 °C (2003)                                                  |